# Apollonio (console 460)
Flavio Apollonio (in latino Flavius Apollonius; fl. 460) è stato console romano (per la corte d'Oriente) nel 460.
Potrebbe identificarsi con Apollonio prefetto del pretorio nel 442-443 o con Apollonio magister militum nel 443-451.